# 946
| Calendário gregoriano                                                        | 946 CMXLVI                                            |
| Ab urbe condita                                                              | 1699                                                  |
| Calendário arménio                                                           | 395 – 396                                             |
| Calendário bahá'í                                                            | -898 – -897                                           |
| Calendário budista                                                           | 1490                                                  |
| Calendário chinês                                                            | 3642 – 3643 Início a 5 de fevereiro (aproximadamente) |
| Calendário copta                                                             | 662 – 663                                             |
| Calendário etíope                                                            | 938 – 939                                             |
| Calendários hindus - Vikram Samvat - Calendário nacional indiano - Cáli Iuga | 1001 – 1002 867 – 868 4046 – 4047                     |
| Calendário Holoceno                                                          | 10946                                                 |
| Calendário islâmico                                                          | 334 – 335                                             |
| Calendário judaico                                                           | 4706 – 4707                                           |
| Calendário persa                                                             | 324 – 325                                             |
| Calendário rúnico                                                            | 1196                                                  |
| Calendário solar tailandês                                                   | 1489                                                  |

946  (CMXLVI, na numeração romana) foi um ano comum do século X do Calendário Juliano, da Era de Cristo, teve início a uma quinta-feira e terminou também a uma quinta-feira e a sua letra dominical foi D (53 semanas).
No território que viria a ser o reino de Portugal estava em vigor a Era de César que já contava 984 anos.
| Ano completo                        |
| ----------------------------------- |
| Ano comum com início à quinta-feira |

## Eventos
- O Condado de Castela torna-se independente do Reino de Leão.
- Erupção super-colossal (IEV-7) da Montanha Baekdu na atual fronteira entre a Coreia do Norte e a China.

## Nascimentos
- Odo-Henrique, Duque da Borgonha m. 1002, foi Duque da Baíxa-Borgonha.

## Mortes
- 26 de Maio - Rei Edmundo I de Inglaterra